# Vedasandur
Vedasandur é uma panchayat (vila) no distrito de Dindigul, no estado indiano de Tamil Nadu.

## Geografia
Vedasandur está localizada a 10° 32′ N, 77° 57′ L. Tem uma altitude média de 219 metros (718 pés).

## Demografia
Segundo o censo de 2001, Vedasandur tinha uma população de 10,944 habitantes. Os indivíduos do sexo masculino constituem 51% da população e os do sexo feminino 49%. Vedasandur tem uma taxa de literacia de 75%, superior à média nacional de 59.5%: a literacia no sexo masculino é de 81% e no sexo feminino é de 70%. Em Vedasandur, 17% da população está abaixo dos 6 anos de idade.